# Municipio de Dutch Creek (Arkansas)
El municipio de Dutch Creek (en inglés: Dutch Creek Township) es un municipio ubicado en el condado de Yell en el estado estadounidense de Arkansas. En el año 2010 tenía una población de 109 habitantes y una densidad poblacional de 0,8 personas por km².

## Geografía
El municipio de Dutch Creek se encuentra ubicado en las coordenadas 34°59′32″N 93°38′35″O / 34.99222, -93.64306. Según la Oficina del Censo de los Estados Unidos, el municipio tiene una superficie total de 135.52 km², de la cual 135,5 km² corresponden a tierra firme y (0,02 %) 0,02 km² es agua.

## Demografía
Según el censo de 2010, había 109 personas residiendo en el municipio de Dutch Creek. La densidad de población era de 0,8 hab./km². De los 109 habitantes, el municipio de Dutch Creek estaba compuesto por el 89,91 % blancos, el 8,26 % eran asiáticos y el 1,83 % eran de una mezcla de razas. Del total de la población el 0,92 % eran hispanos o latinos de cualquier raza.